# Мартіна Барта
Мартіна Ба́рта (народилася 1 вересня 1988) — чеська джазова співачка і музикантка. Вокалістка, грає на валторні, була учасницею гурту 4 To The Bar (Франкфурт-На-Майні). Також грала у мюзиклі Робін Гуд і працювла з Феліксом Словачеком і Карелом Готтом. Представниця Чехії на Євробаченні 2017, виступила у першому півфіналі, 9 травня, але до фіналу не пройшла.

## Дискографія

### Сингли
| Назва   | Рік  | Альбом           |
| ------- | ---- | ---------------- |
| My Turn | 2017 | Non-album single |